# Charles Woolley (gubernator)
Charles Campbell Woolley (ur. 1 stycznia 1893 w Barry, Walia, zm. 20 sierpnia 1981) – brytyjski urzędnik kolonialny, gubernator Jamajki, Cypru oraz Gujany Brytyjskiej.

## Życiorys
W czasie pierwszej wojny światowej służył w wojsku. Pracował w brytyjskiej dyplomacji, na początku na Cejlonie, potem na Jamajce i w Nigerii. W roku 1938 gubernator Jamajki, w latach 1941-1946 gubernator Cypru, a następnie w latach 1947-1953 gubernator Gujany Brytyjskiej.

## Nagrody i wyróżnienia
- Military Cross
- Order Imperium Brytyjskiego – OBE